# Soulèvement de Valle
Le soulèvement de Valle était une action civico-militaire péroniste dirigée par le général de division Juan José Valle le 9 juin 1956, dans le but de renverser la dictature se faisant appeler Révolution libératrice. Le soulèvement intègre le processus plus large connu sous le nom de Résistance péroniste.
Le soulèvement a été rapidement annulé la nuit même par la dictature, qui a immédiatement décidé de punir sévèrement les rebelles en ordonnant l'exécution illégale du général Valle lui-même et de 15 soldats rebelles, ainsi que la fameuse exécution clandestine de 18 civils , à Buenos Aires. villages de Lanús et José León Suárez . Ces exécutions sont restées inconnues jusqu'à leur découverte l'année suivante par le journaliste Rodolfo Walsh , qui a publié son enquête dans le roman non-fiction classique et pionnier Operación Masacre.
En raison de l'effet des fusillades, le nom de la dictature « Révolution tueuse » s'est répandu parmi les péronistes et les secteurs opposés à la dictature.

## Les faits
La conspiration était dirigée par le général Valle, militaire qui avait été membre de la délégation militaire loyaliste composée de 17 généraux qui, en septembre 1955, entama des négociations avec les putschistes et qui le 21 septembre se mit d'accord avec eux sur les points d'accord sur la base desquels il renonceraient au pouvoir, ce qui eut lieu le 23 du même mois. Le général Miguel Ángel Iñíguez, qui allait devenir chef d'état-major de la révolution, était également impliqué, mais comme il avait été arrêté quelque temps avant le déclenchement de la révolution, il n'y participa pas. Les rebelles espéraient profiter du ressentiment de nombreux officiers et sous-officiers à la retraite et des troubles du service actif, mais ils n'obtinrent pas le soutien de Perón, alors exilé au Panama.
Dans la nuit du 9 juin 1956, le soulèvement commença et fut rapidement vaincu, avec peu d'affrontements armés, au cours desquels cinq soldats moururent, Blas Closs, Rafael Fernández et Bernardino Rodríguez, qui résistèrent au soulèvement, et Carlos Yrigoyen et Rolando Zanetta, du côté péroniste.
Le lieutenant-général Pedro Eugenio Aramburu et l'amiral Isaac Rojas (respectivement président et vice-président) étaient au courant du complot, même s'ils ne connaissaient pas le jour et l'heure où le soulèvement aurait lieu, mais ils avaient décidé de ne pas l'avorter. Ainsi, dans la nuit du 8 juin, des centaines de dirigeants syndicaux ont été arrêtés pour réduire l'assise sociale du mouvement. Lorsque Aramburu s'est rendu ce jour-là dans la province de Santa Fe, il a laissé le décret 10.362 de la loi martiale et a préparé les décrets 10.363/56 sur la peine de mort et 10.364 sur les personnes à fusiller. Les décrets étaient corrélatifs et ont ensuite été publiés au Journal officiel.
Les rebelles avaient prévu de lire la « proclamation révolutionnaire » le 9 juin à 23 heures. L'ordre donné aux insurgés de se lancer dans l'action devait être diffusé en interférant avec la retransmission radiophonique d'un combat de boxe pour le titre sud-américain des poids moyens entre l'Argentin Eduardo Lausse et le Chilien Humberto Loayza, qui se déroulerait au Luna Park de Buenos. Aires. Concernant le but des rebelles, la page déclare :

« Le manifeste décrivant les objectifs du mouvement était quelque peu vague, Il a appelé à des élections le plus tôt possible et a exigé la préservation du patrimoine national, mais n'a rien dit sur Perón. Même si un groupe de péronistes, individuellement, se joignit à la conspiration et que les bases du parti considéraient cela comme une tentative de réintroniser le leader, la résistance péroniste resta à distance. »

L'équipe de Valle était commandée par le colonel José Irigoyen, le capitaine Costales et plusieurs civils. A 22h00, la radio a été installée à l'École Technique N°3 "Salvador Debenedetti", à Avellaneda. Mais à 22h30, un commando gouvernemental les a tous arrêtés. La proclamation n'a été entendue que dans la Province de La Pampa, où agissait le colonel Adolfo Philippeaux.
D'autres lieux du soulèvement furent le Campo de Mayo, soulevé par les colonels Ricardo Ibazeta et Alcibiades Eduardo Cortínes, le IIe Régiment de Palerme, par le sergent Isauro Costa ; l'École de Mécanique de l'Armée, du major Hugo Quiroga, le 7e Régiment de La Plata, par le lieutenant-colonel Oscar Cogorno, le groupe de civils, entre autres, opérant à Florida, au 4519 rue Hipólito Yrigoyen, où s'étaient réunis Lizaso, Carranza, Garibotti, Brión y Rodríguez et Julio Troxler, entre autres. En outre, des civils et des militaires armés ont tenté de se révolter à Santa Fe, Rosario (ils ont pris le régiment pendant plusieurs heures), Rafaela et Viedma. Sauf à La Pampa, la plupart des dirigeants du soulèvement furent arrêtés. Face à l'échec du soulèvement, le général Raúl Tanco s'est dirigé vers Berisso et a dû fuir et se cacher. Tandis que le général Valle se cachait à Buenos Aires, dans la maison de son ami de Mendoza, Adolfo Gabrielli, convaincu que le mouvement avait été trahi et avait échoué.
Les soulèvements se sont produits entre 22 heures et minuit le 9 juin. Le 12 juin, Valle décida de se rendre en échange de l'arrêt de la répression de son mouvement et du respect de sa vie. Ce fut au tour du capitaine Francisco Manrique, envoyé de Rojas, d'aller le chercher. Ce jour-là, à 14 heures, Valle entra dans le Ier Régiment de Palermo avec son ami Gabrielli et Manrique, où il fut interrogé et jugé par un tribunal également présidé par le général Lorio.
Le 13 juin, la loi martiale est levée. Le général Tanco et d'autres rebelles ont réussi, le 14 juin, à demander asile à l'ambassade d'Haïti à Buenos Aires, dirigée par l'ambassadeur Jean Brierre. Mais le général Domingo Quaranta (chef du SIDE, Secretaría de Inteligencia, soit le secrétariat au Renseignement) a envahi illégalement la délégation avec un groupe de commandos civils, pour kidnapper et arrêter les demandeurs d'asile. Les commandos civils ont tenté de leur tirer dessus à la porte de l’ambassade, mais la présence de témoins les en a empêchés. L'ambassadeur Brierre entame une série de négociations avec le ministère des Affaires étrangères et parvient finalement à faire rapatrier les personnes kidnappées à son ambassade.
Le résultat de ces 72 heures en juin 1956 fut tragique et donna lieu au bain de sang que le pays allait subir dans les années à venir : 18 soldats et 13 civils assassinés.

## Exécutions

### Exécutions publiques
Le 10 juin à 0 h 32, la dictature instaura la loi martiale par un décret signé par Aramburu, Rojas, et par les ministres de l'Armée, Arturo Ossorio Arana, de la Marine, Théodore Hartung, de l'Aéronautique, Julio César Krause, et de la Justice, Laureano Landaburu. La loi martiale n'a pas pu être appliquée aux rebelles puisque le crime présumé commis s'est produit avant son application, violant ainsi le principe juridique de non-rétroactivité du droit pénal. Quelques heures plus tard, ils ont signé le décret 10.363 qui ordonnait de fusiller ceux qui violeraient la loi martiale.
À l'École de Mécanique de la Marine, le général Ricardo Arandía a consulté par téléphone Aramburu, déjà à Buenos Aires le 10 juin à midi, au sujet des détenus. À Campo de Mayo, le général de brigade Juan Carlos Lorio a présidé un tribunal qui a tenu un procès sommaire. Il a conclu qu'il ne fallait pas tirer sur les rebelles. Mais Aramburu a ratifié sa décision. Lorio a demandé que ce soit mis par écrit. Aramburu et son gouvernement signèrent alors le décret 10.364, qui détaillait la liste des onze soldats qui devaient être fusillés (le seul ordre d'exécution officiellement enregistré dans l'histoire argentine). Il n'existe aucune trace de ces procès sommaires, ni du rapport médico-légal qui aurait dû déterminer la cause du décès.
Ensuite, Valle a été emmené au pénitencier national de l'avenue Las Heras. Le directeur du Musée pénitentiaire, en 2005, Horacio Benegas, alors récemment entré en service, a rappelé que « le 11 au petit matin, trois soldats ont été fusillés » dans l'ancien pénitencier de l'avenue Las Heras. Valle était hébergé au 6e étage. La dernière à l'avoir vu vivant était sa fille Susana Valle. À 22h20, Valle fut exécuté avec un fusil Mauser argentin de 7,65 mm modèle 1909, par un peloton, gardant l'identité de ses membres secrète d'État. Il n'y avait aucun ordre ou décret écrit pour l'exécution, ni aucune trace des responsables.

## Réaction de Perón
Concernant la réaction de Perón, Miguel Bonasso dit :

« Dans une lettre à Cooke, Perón a vivement critiqué « le coup d'État militaire avorté », qu'il a attribué au « manque de prudence qui caractérise l'armée ». Il les accusa ensuite de l'avoir trahi et conjectura que s'il n'avait pas quitté le pays, ils l'auraient assassiné « pour gagner du mérite auprès des vainqueurs ». »

Pour sa part, l'historien Joseph A. Page dit à propos de l'épisode :

« Dans une lettre que Perón a envoyée à John William Cooke le jour même du soulèvement de Valle, il n'y avait pas la moindre trace de compassion pour les militaires rebelles. Le conducteur a critiqué leur précipitation et leur manque de prudence et a affirmé que seule la colère de devoir subir une retraite involontaire les avait motivés à agir. »